# Вакін Володимир Анатолійович

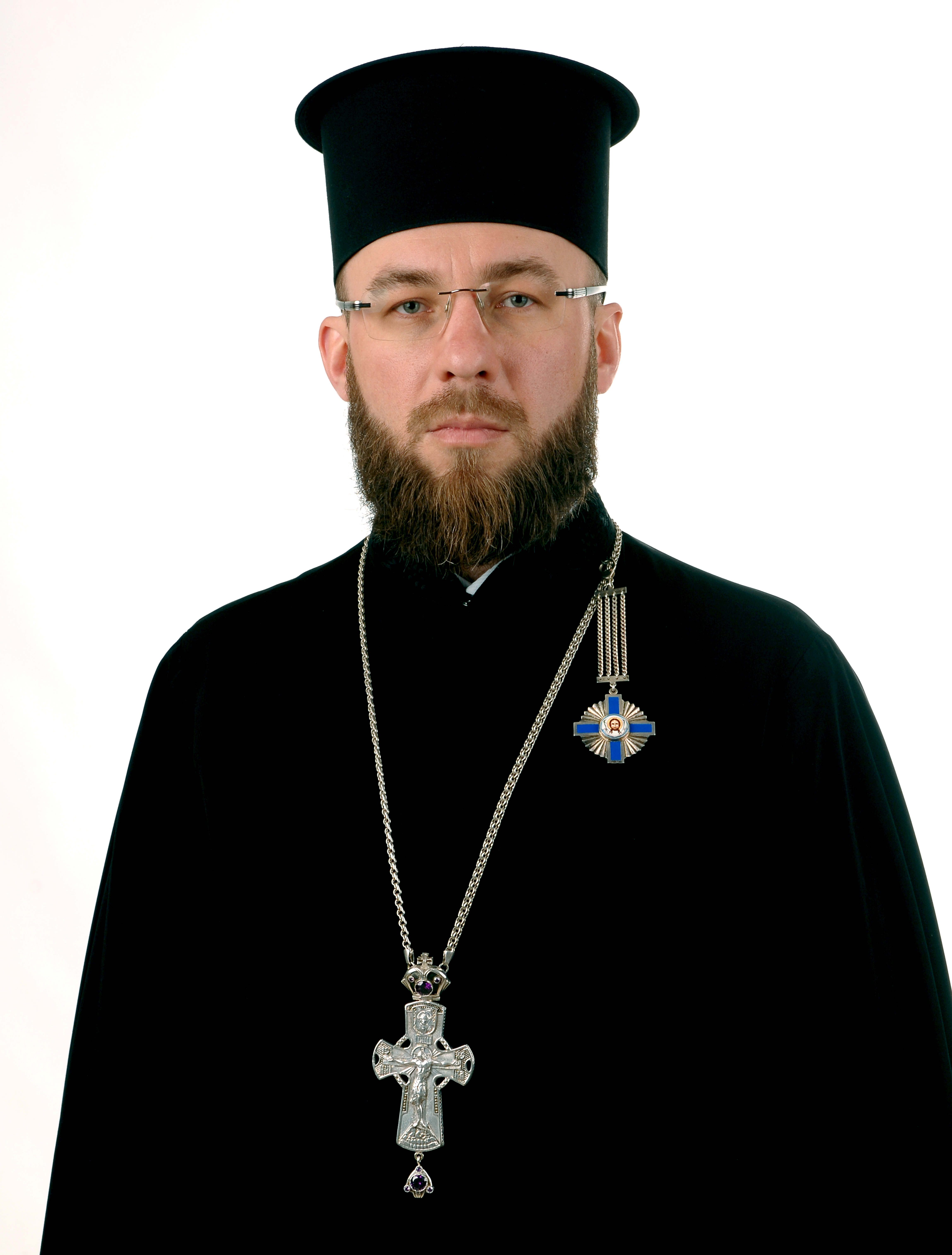
Протоієрей Володимир Вакін

Протоієрей Володимир Вакін (нар.19 серпня 1983 Луцьк) — ректор Волинської православної богословської академії, кандидат богословських наук.

## Життєпис
Народився 19 серпня 1983 у Луцьку в сім'ї офіцера та службовця. У 2001 році вступив до Волинської духовної семінарії, на четвертому курсі перевівся до Київської духовної семінарії, яку закінчив 2005 року. У цьому ж році поступив до Київської Духовної Академії, яку закінчив 2009 року з присвоєнням вченого ступеня кандидата богослів'я за роботу «Практика та традиція церковного суду в житті Київської митрополії (988—1917 рр.)». У 2005—2008 роках очолював відділ таборів та паломництва Синодального управління у справах молоді. У 2009—2010 роках викладав у Київській православній богословській академії історію Помісних Церков, Орієнтальних Церков, в аспірантурі православну психотерапію. Був завідувачем і викладачем кафедри церковного права. Викладав у 2009 році християнську етику в школі-інтернаті обласного центру. Того ж року призначений викладачем КПБА та завідувачем кафедри Церковного права.
У 2010 року прийнятий до викладацького складу Волинської духовної семінарії. 
В 2011 році призначений на посаду проректора з науково-дослідницької роботи Волинської духовної семінарії, піднесеної до статусу академії 13 травня 2011 року. Дане рішення священноначалля ініціював тогочасний ректор семінарії, протоієрей Швець Ігор Федорович.
З 4 жовтня 2010 року є настоятелем парафії Апостола Филипа в селі Зміїнець Луцького району, замінивши на цій посаді попереднього настоятеля громади - протоієрея Володимира Лозинського, якій керував парафією в 2009-2010 роках. У Волинській духовній семінарії викладає з 2010 року. Читає курси лекцій: «Церковне право» та «Візантологія». Висвячений на диякона митрополитом Луцьким і Волинським Михаїлом (Зінкевичем) 27 вересня 2010 року. Інспектор Волинської духовної семінарії (2010—2011). Висвячений на пресвітера митрополитом Луцьким і Волинським Михаїлом (Зінкевичем) 3 жовтня 2010 року.
Згідно рішення Священного Синоду від 20 жовтня 2013 року призначений ректором Волинської православної богословської академії. 6 травня 2014 року за божественною Літургією митрополитом Луцьким і Волинським Михаїлом (Зінкевичем) піднесений до сану протоієрея.
У 2014 році зареєструвався, як заступник голови та засновник Християнської школи "Довіра", організованої у Луцьку. Народився син 
У 2021 році разом з владикою Михаїлом виступив у ролі засновника церковно-громадської організації "Волинське братство святого Володимира Великого". 
У 2018 році у нього народилася перша дочка.
У 2024 році зявилася на світ і друга дочка.

## Сім'я
Одружений, виховує сина і 2 дочки